# Adonis eriocalycina
Adonis eriocalycina är en ranunkelväxtart som beskrevs av Pierre Edmond Boissier. Adonis eriocalycina ingår i släktet adonisar, och familjen ranunkelväxter. Inga underarter finns listade i Catalogue of Life.